# نصر بن منصور
ابوالمظفر نصر بن محمد شناخته‌شده به استغنائی نیشابوری شاعر ایرانی همزمان با سامانیان و بوییان است. شعر زیر از اوست:
| به ماه ماندی اگر نیستیش زلف سیاه    |  | به زهره ماندی اگر نیستیش مشکین‌خال |
| رخانش را به یقین گفتمی که خورشیداست |  | اگر نبودی خورشید را کسوف و زوال   |

عوفی در لباب‌الالباب از او یاد می‌کند و همچنین در مجمع‌الفصحاء از او یادشده‌است.